# Lale Akgün
Lale Akgün (née le 17 septembre 1953 à Istanbul en Turquie), est une femme politique allemande d'origine turque. Elle a été élue députée du SPD dans une circonscription uninominale à Cologne en 2002, réélue le 18 septembre 2005.

## Biographie
Cette psychologue de formation est née en 1953 à Istanbul et a immigré en Allemagne avec son père en 1962.
Elle a été réélue en 2005 avec 43,8 % des voix dans une circonscription uninominale à Cologne (43,9 % en 2002), où elle a devancé de près de 9 points l'ancien bourgmestre CDU de Cologne, Rolf Bietmann, député sortant qui avait été élu sur la liste proportionnelle en 2002. La liste SPD à la proportionnelle dans la même circonscription n'a atteint que 33,2 % en 2005, ce qui signifie que plus du quart des voix de Mme Akgün proviennent d'électeurs qui ont voté pour un autre parti avec leur deuxième voix (proportionnelle). 
Elle reçoit la croix de chevalier de l'ordre du Mérite de la République fédérale d'Allemagne le 1er octobre 2012.